# サンデー (ホームセンター)
株式会社サンデー（英: SUNDAY CO.,LTD.）は、青森県八戸市に本社を置き、東北地方にホームセンターを展開する企業。イオンの連結子会社。

## 概要
サンデーは同じ八戸市に本社を置く、北東北地方地盤の建築資材メーカーである吉田産業のグループ会社として設立された。2003年にイオンと提携した後も吉田産業と親密な関係を維持してきたが、2010年12月にイオン株式会社がサンデーに対する株式公開買い付けを実施した際、吉田産業並びに吉田興産協同組合が所有していた普通株式全てを本公開買い付けに応募したため、吉田産業並びに吉田興産協同組合は主要株主から外れた。またその他の関係会社では無くなった。
名前の由来は日曜大工から。
かつては、レンタルビデオショップも展開していたが、現在はホームセンター事業を中心に展開している。

### 店舗
2020年6月現在、東北6県に105店舗を展開する。長年北東北地方を中心に店舗を展開してきたこともあり、青森県・岩手県・秋田県に店舗が多い。一方、合併前のジョイの営業基盤であった山形県にも店舗を多く構える。
かつては北海道にも店舗を展開しており、2001年4月現在は札幌月寒店・札幌元町店・札幌川下店（いずれも札幌市）の3店舗を展開していた。しかし2003年5月20日に札幌元町店と札幌川下店を閉店、2005年に札幌月寒店を閉店して北海道から撤退した。
以下の屋号で店舗を運営している。
- サンデー ホームセンター - 従来より運営しているホームセンター。
- サンデー ホームマート - 2013年から展開している小型店舗。
- GATERA - 2016年から展開しているカー用品専門業態。
- Zoomore - 2020年から展開しているペット専門店。同じイオングループのウエルシア薬局も2024年から同じ屋号でペット専門店を展開しているが、ウエルシア薬局はサンデーが出店している東北地方以外に展開している。
- プロショップDayPRO - 2022年から展開している工具・作業用品等のプロユースに特化した専門店。
- イオンスーパーセンター - イオン東北 [注 2]が運営する店舗の、ホームセンター部門のみをサンデーが運営している（一部店舗を除く）。

## 沿革
- 1975年（昭和50年）
  - 5月 - 吉田産業のグループ会社として株式会社サンダイヤーズマートを設立。
  - 10月 - 青森県八戸市に一号店を開店。
- 1976年（昭和51年）11月 - 株式会社サンデーに商号変更。
- 1986年（昭和61年）3月 - 「マイカード」の発行を開始。
- 1992年（平成4年）2月 - 株式の額面金額を変更するため、株式会社淡路商店を存続会社として吸収合併し、同日同社の商号を株式会社サンデーに変更。
- 1995年（平成7年）7月 - 日本証券業協会に株式を店頭公開（後のジャスダック証券取引所）。
- 2003年（平成15年）8月18日 - イオン株式会社と業務・資本提携で合意。
- 2005年（平成17年）
  - 3月31日 - イオンを筆頭株主とするなどの提携関係強化で合意。
  - 7月 - 宮城県石巻市にサンデーがホームセンター部門に出店する初めての店舗「イオンスーパーセンター石巻東店」がオープン。
  - 8月28日 - 八戸市のサンデー1号店の「八戸店」を閉店（ドラッグストアチェーンの薬王堂八戸類家店→現在は中古車販売専門店「ガリバーアウトレット」。）。同時期に、青森市の「青森八ツ役店」と「青森矢田前店」、十和田市の「十和田元町店」（現在は「ワイエスプロショップ」十和田店。）も閉店した（十和田元町店は、サンデーが出店するイオンスーパーセンター十和田店の開店に伴うスクラップアンドビルドのため。）。
- 2006年（平成18年）
  - 4月1日 - イオンクレジットサービスとの提携により「イオン サンデーカード」の発行を開始する。
  - 4月6日 - イオンの連結子会社化。
  - 9月22日 - 山形県のホームセンターのジョイと業務・資本提携[注 3]。
- 2007年（平成19年）5月31日 - ジョイを連結子会社とする[5]。
- 2008年（平成20年）2月 - イオングループ共通のPOSシステムを導入。
- 2009年（平成21年）2月22日 - 岩手県盛岡市のイオン盛岡南ショッピングセンター（現：イオンモール盛岡南）内の「ホームシティ盛岡南店」が閉店。
- 2010年（平成22年）
  - 10月21日 - 秋田県大仙市のイオン大曲ショッピングセンター（現：イオンモール大曲）内の「大曲店」に電子マネーWAONを導入。
  - 12月21日 - イオン株式会社が当社株式に対する株式公開買付けを実施[6]。
- 2011年（平成23年）
  - 2月3日 - 株式公開買付けが成立。
  - 3月15日 - 青森・十和田・盛岡・秋田地区の9店舗で電子マネー「WAON」を導入。
  - 6月30日 - 農業従事者を対象に、収穫期後の冬の支払い専用カード「サンデー・アグリッシュカード」の発行を開始。
- 2012年（平成24年）3月12日 - 青森・八戸・三沢・三戸・野辺地・北上・秋田・宮城・山形地区の17店舗で電子マネーWAONを導入。
- 2013年（平成25年）
  - 4月1日 - 全店で電子マネー「WAON」の導入を完了[7]。
  - 7月1日 - 青森店・青森虹ヶ丘店・八戸根城店にイオン銀行ATMを導入[8]。
  - 9月4日 - 小商圏における小型店業態である「サンデー ホームマート」を立ち上げ、青森県三戸郡南部町に1号店となる「サンデー ホームマート名川店」をオープン[9]。
  - 10月11日 - 大型店舗としては5年振りの新規出店となる「サンデー須賀川店」のオープンにより福島県に進出[10]。
- 2015年（平成27年）9月1日 - 連結子会社のジョイを吸収合併[11]。
- 2016年（平成28年）
  - 9月22日 - 新業態としてカー用品専門店「GATERA」（ガテラ）を立ち上げ、1号店として青森県のイオンモール下田内に「GATERA下田店」をオープン[12]。
  - 12月7日 - 弘前市に100店舗目となる弘前樹木店がオープン（ショッピングセンターハルル樹木内）。
- 2018年（平成30年）5月 - ジョイの全店名が「サンデー」変更。
- 2020年（令和2年）
  - 3月28日 - 秋田土崎店をダイソー土崎港店に業態転換（当社で初の「ダイソー」FC店となる）[13]。
  - 5月1日 - 電子マネー一体型ポイントカード「SUNDAY WAONカード」の発行を開始（「マイカード」は切替期間を経て、2021年2月28日をもって利用終了）[14]。
  - 11月28日 - 新業態のペット専門店「Zoomore」（ズーモア）を立ち上げ、1号店を青森県の八戸市城下にオープン[15]。
- 2021年（令和3年）
  - 3月25日 - 同年2月末をもって閉店した河北店が移転増床され、山形県で初の新規店舗となる河北谷地店がオープン[16]。
  - 6月18日 - 「Zoomore」専用ポイントカード「Zoomoreカード」の発行を開始[17]。
- 2022年（令和4年）
  - 3月24日 - J3リーグに所属するヴァンラーレ八戸とのスポンサー契約を締結[18]。
  - 7月4日 - 八戸石堂店を「プロショップDayPRO」（デープロ）に業態転換し、新業態を立ち上げる[19]。
  - 11月3日 - 2005年（平成17年）9月よりコンセッショナリー形態で出店していたイオンスーパーセンター十和田店内の売場面積を拡張して独立店舗（テナント）化されたスーパーセンター十和田店をリニューアルオープン。

## 特徴

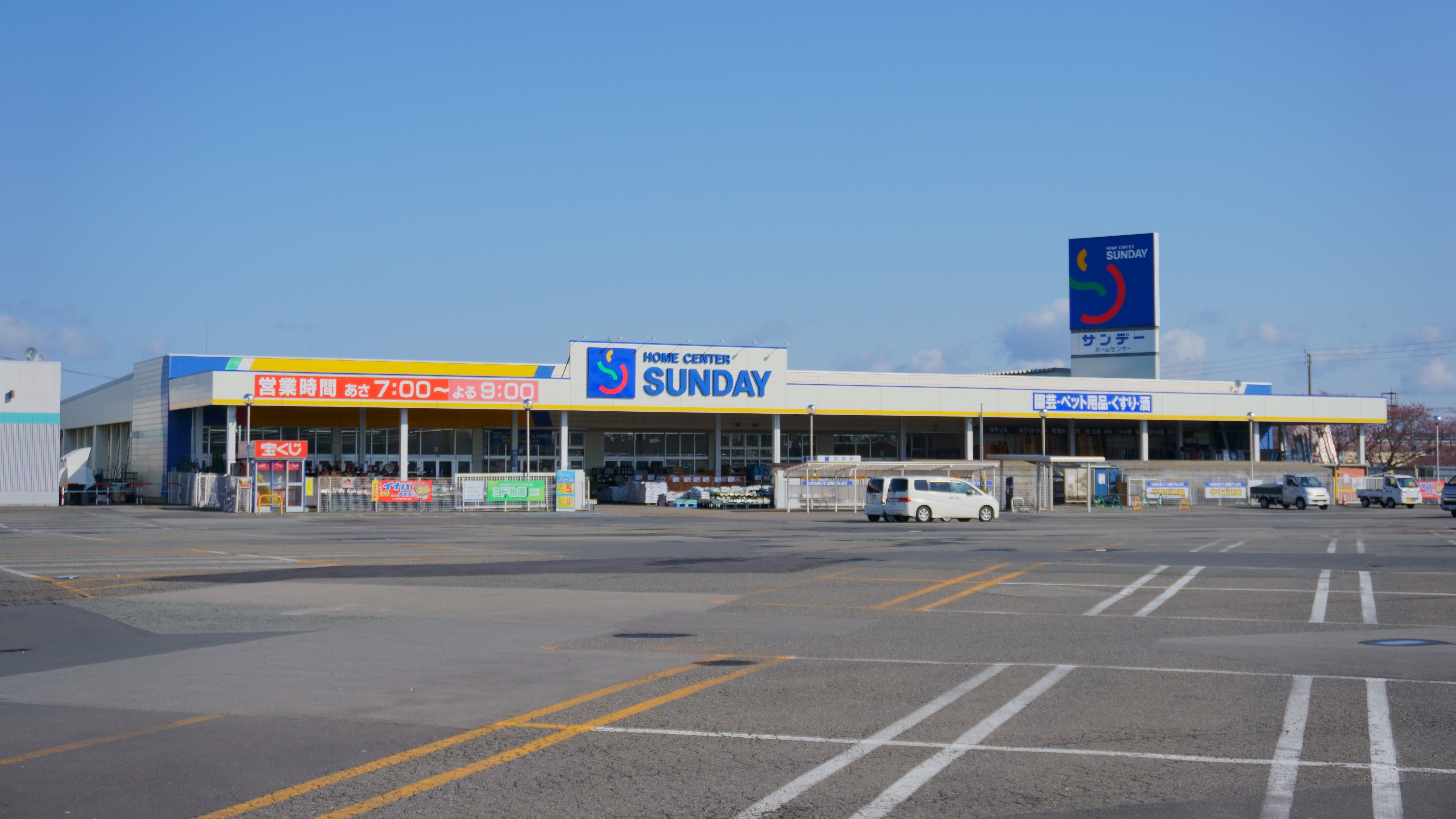
サンデー秋田八橋店

- 店内で売っている商品は日用雑貨・家庭用品・電化製品のほかに、作業・工事などで使用する木材や資材、工具などがある。一般的なホームセンター同様にDIY用品がメイン。
- 不定期で商品の実演会やペットや観葉植物の相談会が開かれる。
- サンデーではポイントカードとして、「マイカード」を導入していた。かつては提携の家具店などでも利用できた上に、サンデー独自のクレジット機能がついていて、（一般のクレジットカード機能はついていない）ローンを組んだときは口座振替と店頭での返済も選択できた。この流れで18歳以上でないと入会できない。
- 一部のサンデーの店舗ではマイカードキャッシング専用のCD（現金自動支払機）が設置していたが、利用できるのはマイカード会員のうち20歳以上でかつ、キャッシングの暗証番号の登録をしている会員に限られていた（ちなみにそのCD機では、それ以外のクレジットカードなどによるキャッシングは利用できなかった）。
  - なお、マイカードによるクレジット・キャッシングは2006年9月30日をもって終了し、マイカードキャッシング専用CD機は撤去された。これは、イオンクレジットサービスの提供する「イオン サンデーカード」とサービス内容が重複するためである。
  - マイカードは後述の「SUNDAY WAONカード」発行に伴い、2020年4月30日をもって新規発行受付を終了。2021年2月28日をもってサービスを終了する。
- 2011年6月30日には20歳から75歳までの専業農家・兼業農家・認定農業者を対象にした「サンデー・アグリッシュカード」の発行を開始。これは、冬の収穫期に合わせて支払えるように12月または1月の年間一括払いで、本カードでの支払いはサンデーが扱う農業関連商品（農業機械・農業作業品など）のみ、最大200万円まで適用される。なお、カードの発行は「イオン サンデーカード」と同じくイオンクレジットサービスが行い、ポイント制度も「イオン サンデーカード」等で展開している「ときめきポイント」が適用される（ときめきポイントは毎月送付される利用明細が届いた段階で付与される）。

### イオングループとの連携
- イオングループ入りしてからは、イオン東北（旧：マックスバリュ東北）とサンデーで近郊商圏型ショッピングセンターを構成したり（一部SCはイオンタウンとして営業している）、2006年にはイオン盛岡南SCのサティに次ぐ核店舗として新形態のサンデーホームシティをオープンさせた。しかし、同店は2009年2月22日をもって撤退した（跡地は2009年5月29日にユニクロが入居）。
- 提携のメインとなる東北地区のイオンスーパーセンターのハード部門のコンセショナリー出店も順次運営を開始している。
- また、イオンのプライベートブランド「トップバリュ」の商品がサンデーでも展開されている。
- 他のイオングループの店舗同様、毎月15日には「G.G.感謝デー」が、毎月20日と30日には「お客さま感謝デー」が実施されている。各種イオンカード又はサンデー・アグリッシュカードの提示やWAONでの決済で5%引きになるサービス以外に、マイカード会員・SUNDAY WAONカード会員は現金での支払いでポイントが5倍になる。ただし、5%引きとポイント5倍の併用はできない。
- 2020年5月1日から「SUNDAY WAONカード」の発行受付を開始した。「SUNDAY WAONカード」はサンデー店舗・ガテラ店舗では現金での決済でも現金ポイントが付与されるが、現金の決済で付与されるポイントと電子マネーWAONの決済で付与されるポイントとの互換性はなく、サンデー・ガテラ以外のWAON取扱店（イオンスーパーセンターも含む）では現金ポイントの利用が出来ない。
- 2020年9月現在、全店舗で各種イオンカード・イオンギフトカード・イオン商品券・電子マネーWAON・WAON POINTカードが利用できるが、マイカード・アグリッシュカードはサンデー店舗のみで利用できる。
  - マイカード・WAON POINTカードは現金での利用に限られるため、クレジットカードやWAONとの併用はできない。
  - SUNDAY WAONカードの現金決済によるポイントはサンデー・ガテラ店舗のみ対象で、イオンスーパーセンター店舗は電子マネー決済でのみポイントが付与される。
  - WAONはイオンスーパーセンター店舗では2008年3月に全店で導入した。ホームセンター店舗では2010年から順次導入していたが、2013年4月をもって全店への導入を完了した。

## POSシステム
1990年末期の頃から長らく日本アイ・ビー・エム製を採用していたが、2008年3月までにはイオン共通のPOSシステム（ジャスコ#POSシステムを参照）に置き換えられた。
これに伴いマイカードの読み取り方法が変更され、これまでのカードリーダー挿入方式からカードスキャン方式（クレジットカードなどの読み取り方式と同様）に切り替えられた。

## その他
- 2006年2月16日にテレビ東京で放送されたTVチャンピオン[注 4]「ホームセンター王選手権」でサンデーのスタッフがチャンピオンとなった。
- 青森県八戸市ではピアドゥに八戸沼館店として出店しているが、それ以前は下長地区に「HOMECITY」（ホームシティ）として営業していた。